# Corydalis micrantha
Corydalis micrantha là một loài thực vật có hoa trong họ Anh túc. Loài này được (Engelm. ex A.Gray) A.Gray ex Coult. mô tả khoa học đầu tiên năm 1886.